# Саари, Майя
Майя Каролиина Саари (фин. Maija Karoliina Saari, родилась 26 марта 1986 в Ваасе) — финская футболистка, защитница.

## Карьера

### Клубная
Воспитанница школы клуба «Киисто». Карьеру начинала в «Хонке», в академию которой поступила в возрасте 10 лет, перебравшись из Ваасы в Хельсинки. За шесть лет выступления в этой команде выиграла три чемпионата Финляндии в 2006, 2007 и 2008 годах, была капитаном команды. В декабре 2008 года уехала за границу выступать в составе шведского «Умео». В 2011 году выступала в составе норвежского «Кольботна», в 2012 году играла в составе команды АИК из Сольны. С 2013 года защищает цвета «Малльбакенс».

### В сборной
Дебютировала в сборной 7 марта 2007 на Кубке Альгарве в матче против Швеции, отыграв все 90 минут. Участница чемпионата Европы 2009 года.